# Witi Ihimaera

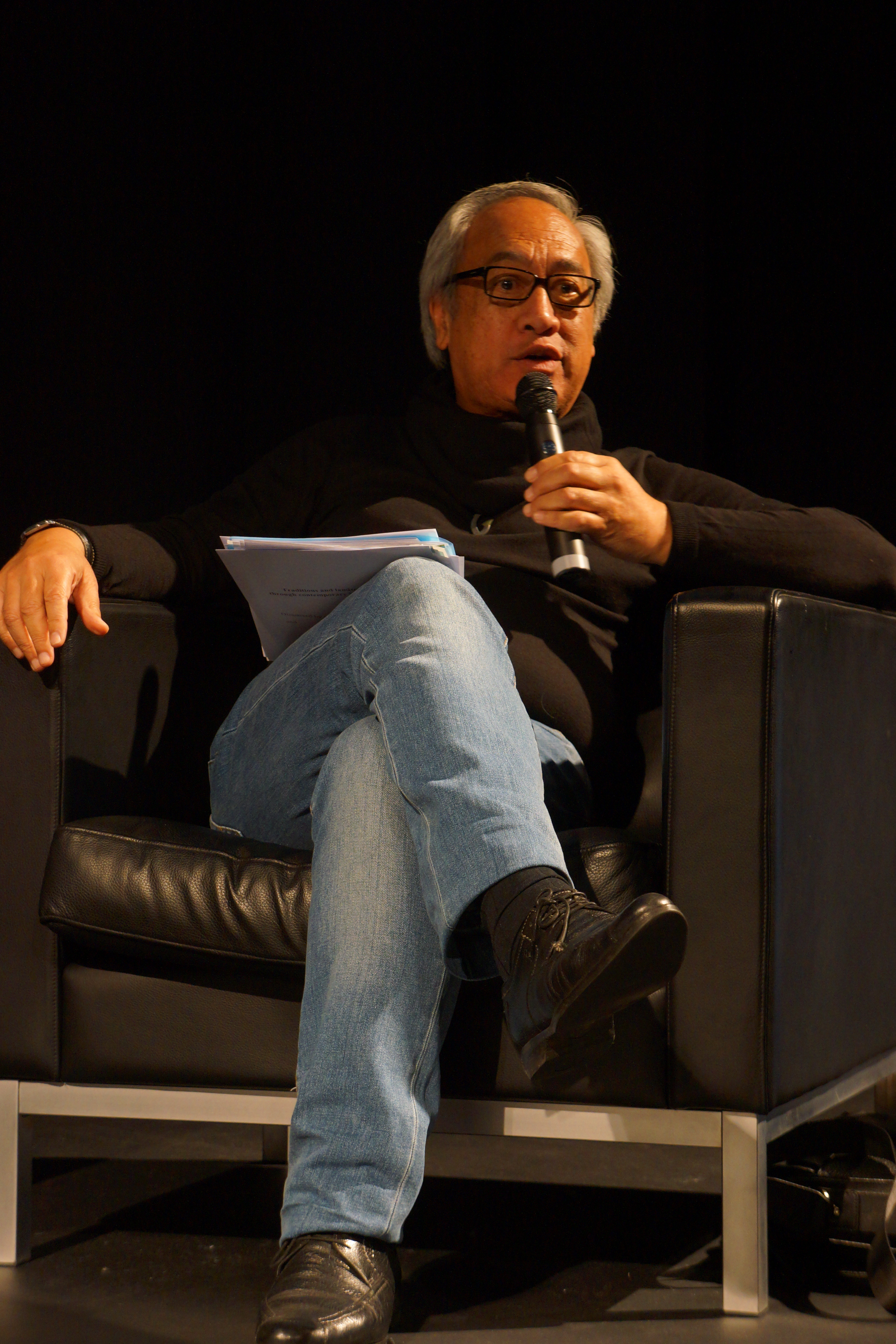
Witi Ihimaera in Frankfurt (2012)

Witi Tame Ihimaera-Smiler DCNZM QSM (* 7. Februar 1944, bekannter als Witi Ihimaera) ist ein neuseeländischer Schriftsteller, der oft als der bedeutendste lebende Māori-Autor angesehen wird.

## Leben
Ihimaera wurde nahe Gisborne, einer Stadt im Osten der Nordinsel Neuseelands geboren. Seine Mutter war eine Māori aus dem Iwi Te Aitanga-a-Mahaki, sein Vater Tom angelsächsischer Herkunft. Er begann sein Berufsleben 1973 als Diplomat beim neuseeländischen Außenministerium und bekleidete verschiedene diplomatische Posten in Canberra, New York und Washington. Er blieb bis 1989 mit Unterbrechungen durch Fellowships an der University of Otago (1975) und der Victoria University of Wellington im Jahre 1982 in diesem Ministerium. An der Victoria University of Wellington graduierte er zum Bachelor of Arts. 1990 übernahm er eine Stellung als Professor und Distinguished Creative Fellow in Māori-Literatur an der University of Auckland.
Der Großteil von Ihimaeras Werk besteht aus Kurzgeschichten und Romanen. Die bedeutendsten unter den vielen von ihm geschriebenen Geschichten sind Tangi, Pounamu, Pounamu und The Whale Rider. Letztere wurde 2002 unter dem Titel Whale Rider erfolgreich von Niki Caro verfilmt und brachte der noch unbekannten Hauptdarstellerin Keisha Castle-Hughes eine Oscar-Nominierung ein. In seinen Geschichten beschäftigt sich Ihimaera mit der Kultur der Māori im modernen Neuseeland und den Problemen in der zeitgenössischen Gesellschaft der Māori.
1995 veröffentlichte Ihimaera Nights in the Gardens of Spain, ein teilweise autobiographisches Werk über das Coming out eines verheirateten Vaters zweier Töchter. Er selbst hatte sein Coming out bereits 1984, als er mit diesem Werk begann, das er aber damals aus Rücksicht auf seine Töchter nicht veröffentlichte.
Er wurde 2004 für Dienste an der Literatur als Distinguished Companion in den New Zealand Order of Merit aufgenommen.
Sein Neffe Gary Christie Lewis heiratete 2004 Davina Windsor und wurde damit der erste Māori, der in die britische Königsfamilie einheiratete.

## Werke

### Romane
- 1973 – Tangi
- 1974 – Whanau
- 1986 – The Matriarch
- 1987 – The Whale Rider
  - deutsch: Whale Rider: Die magische Geschichte vom Mädchen, das den Wal ritt, Rowohlt Taschenbuch Verlag, Reinbek bei Hamburg 2003, ISBN 3-499-23628-1
- 1994 – Bulibasha: King of the Gypsies
- 1995 – Nights in the Gardens of Spain
- 1997 – The Dream Swimmer
- 2000 – Woman Far Walking
- 2000 – The Uncle's Story
- 2004 – Sky Dancer
- 2004 – Whanau II
- 2005 – The Rope of Man (bestehend aus 'Tangi' und seiner Fortsetzung 'The Return')
- 2005 – Band of Angels
- 2011 – The Parihaka Woman
- 2012 – The Thrill of Falling
- 2013 – I've Been Thinking About You, Sister
- 2014 – Māori Boy – A Memoir of Childhood
- 2019 – Native Son - The Writer's Memoir
- 2020 – Te Kaieke Tohora
- 2020 – Navigating the Stars – Māori Creation Myths
- 2022 – Pounamu Pounamu
- 2023 – Ngā Kupu Wero

### Kurzgeschichtensammlungen
- A Sense of Belonging
- Pounamu Pounamu
- The New Net Goes Fishing
- Growing Up Māori
- Yellow Brick Road
- Beginning of the Tournament
- A Game of Cards
- Return To Oz
- Ask the Posts of the House
- Dustbins
- The Child
- Big Brothe, Little Sister
- 1999 erschien auf Deutsch sein Geschichtenband „Aroha“ (Edition Isele)